# Buchdruckereule
Die Buchdruckereule (Naenia typica), auch Adereule genannt, ist ein Schmetterling (Nachtfalter) aus der Familie der Eulenfalter (Noctuidae).

## Merkmale

### Falter
Die Flügelspannweite der Falter beträgt 36 bis 46 Millimeter, wobei die Weibchen meist deutlich größer sind. Die Vorderflügel sind dunkelbraun bis graubraun gefärbt. Die weißen Adern heben sich markant von der Grundfarbe ab, ebenso wie die doppelten Querlinien. Nieren- sowie Ringmakel sind hell umrandet. Zwischen diesen befindet sich ein auffälliges schwarzbraunes Feld. Die dunklen Zapfenmakel sind oftmals undeutlich ausgebildet. Im Saumfeld sind einige kurze, dunkle Pfeilflecke zu erkennen. Die Hinterflügel sind zeichnungslos schwarzbraun getönt.

### Ei, Raupe und Puppe
Das Ei ist kugelig und an der Basis abgeflacht. Es ist violett gefärbt mit 12 Längsrippen auf der Oberfläche. Erwachsene Raupen variieren in der Farbe von braungrau bis zu graublau. Sie sind an der Bauchseite gelblich gefärbt und haben an den Seiten helle Schrägstriche. Die Puppe zeigt eine rotbraune Färbung und zwei lange, am Ende gekrümmte Dornen sowie auf jeder Seite zwei feine Haken am gerundeten Kremaster.

### Ähnliche Arten
Die bezüglich der Zeichnung vergleichbare Netzeule (Sideridis reticulata) besitzt ebenso wie die ähnliche Weißgerippte Lolcheule (Tholera decimalis) schmalere und gestrecktere Vorderflügel sowie heller gefärbte Hinterflügel.

## Geographische Verbreitung und Lebensraum
Die Art ist von Westeuropa einschließlich der  Britischen Inseln durch die gemäßigten Zonen bis Sibirien weit verbreitet. Im Süden kommt sie durch den nördlichen Mittelmeerraum, auf dem Balkan, in Teilen der Türkei und weiter über den Nordiran bis nach Zentralasien (Issyk-kul, Kirgisistan) vor. In den Gebirgen steigt sie bis auf 1200 Meter Höhe. Die Buchdruckereule ist bevorzugt in feuchten Lebensräumen, so in Bachtälern und Flussauen, auf Nasswiesen sowie an Seeufern zu finden.

## Lebensweise
Die Buchdruckereule bildet in eine Generation pro Jahr; die Falter fliegen von Juni bis September. Die Falter sind nachtaktiv, saugen gerne an verschiedenen Blüten, wie beispielsweise an Türkenbund (Lilium martagon) oder Heckenkirschenarten (Lonicera). Sie erscheinen auch an künstlichen Lichtquellen und kommen gerne an den Ködern. Als Nahrung dient den Raupen eine Vielzahl verschiedenster Futterpflanzen. Dazu gehören
- Weiden (Salix),
- Feldulme (Ulmus minor),
- Große Brennnessel (Urtica dioica),
- Schlehdorn (Prunus spinosa) und
- Gemeine Esche (Fraxinus excelsior).

Junge Raupen leben zunächst in Gruppen und später einzeln ab September. Sie verpuppen sich nach der Überwinterung im Mai des folgenden Jahres in einer Erdhöhle.

## Gefährdung
In Deutschland ist die Buchdruckereule verbreitet und gebietsweise zahlreich anzutreffen, so dass sie auf der Roten Liste gefährdeter Arten als nicht gefährdet eingestuft wird.